# Marmolada

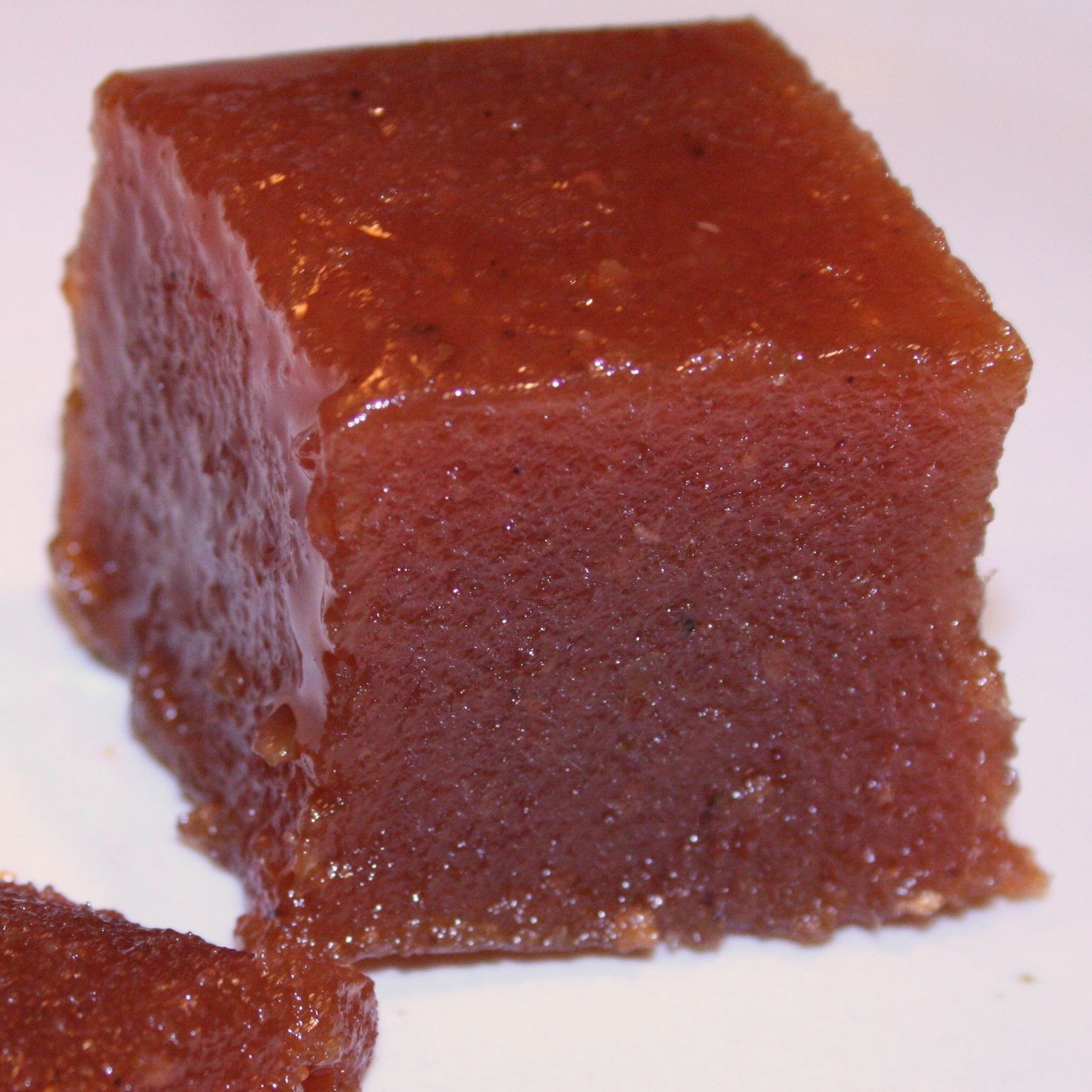
Kostka marmolady

Marmolada – słodzony koncentrat owocowy wytwarzany z przetartych owoców, świeżych lub częściej po procesie sulfitacji, które są gotowane z dużą ilością cukru (powyżej 50% masy składników). Marmolada może być przygotowana z jednego lub wielu gatunków owoców. Oprócz podstawowego zastosowania jako dodatek do pieczywa, marmolada jest stosowana do wypieku ciast, rogalików, bułek, ciasta francuskiego, zarówno na zewnątrz jak i wewnątrz ciasta. Podczas pieczenia nie zmienia kształtu.

## Składniki i produkcja
Podstawą marmolady jest najczęściej przecier jabłkowy, bogaty w pektyny, zatem mający zdolność krzepnięcia. Do zabarwiania marmolad stosuje się owoce o intensywnych kolorach, np. czarny bez, aronię czy borówki. Smak i aromat marmolady wzmacniany jest przez dodanie tzw. przecierów szlachetnych z takich owoców jak truskawki, wiśnie czy agrest. Dodatkowe substancje dodawane do marmolady to pektyny, syrop skrobiowy i kwasy spożywcze, które pomija się w przypadku dobrego doboru owoców. 
Marmoladę wytwarza się zagęszczając dwukrotnie owoce, cukier i dodatki podczas gotowania. W warunkach przemysłowych używa się wyparek próżniowych. Gotowanie trwa od 2 do 3,5 godziny w temperaturze 65 stopni, po czym w celu pasteryzacji podwyższa się do 90 stopni. Dobrze przygotowana marmolada powinna być łatwa do rozsmarowania na pieczywie, nie powinna być też zbyt twarda i zżelowana.
W dawnych książkach kucharskich można znaleźć przepisy na marmolady z obierzyn z jabłek lub gruszek.

## Namiastki
Podczas drugiej wojny światowej Niemcy produkowali surogat marmolady pod nazwą Brotaufstrich; (pol. smarowidło do chleba). Namiastka ta była produkowana z brukwi, marchwi i buraków. Produkt charakteryzował się prawie czarnym zabarwieniem, wydzielał nieprzyjemny zapach i miał lekko kwaśny smak. Często sprzedawany był w stanie sfermentowanym.

## Etymologia
Słowo „marmolada”, jak też liczne odpowiedniki w innych językach, pochodzą od francuskiego słowa marmellade, zapożyczonego od portugalskiego marmelada, które oryginalnie oznaczało rodzaj przetworu owocowego sporządzanego z marmelo – rodzaju pigwy. Z kolei marmelo jest zapożyczeniem z łacińskiego słowa melimelum, oznaczającego pewien gatunek słodkich jabłek. Przy portugalskim zapożyczeniu nastąpiła dysymilacja z l na r.  Łacińskie słowo pochodzi zaś od greckiego słowa mellimelon (meli – miód, melon – jabłko).

## Marmalade

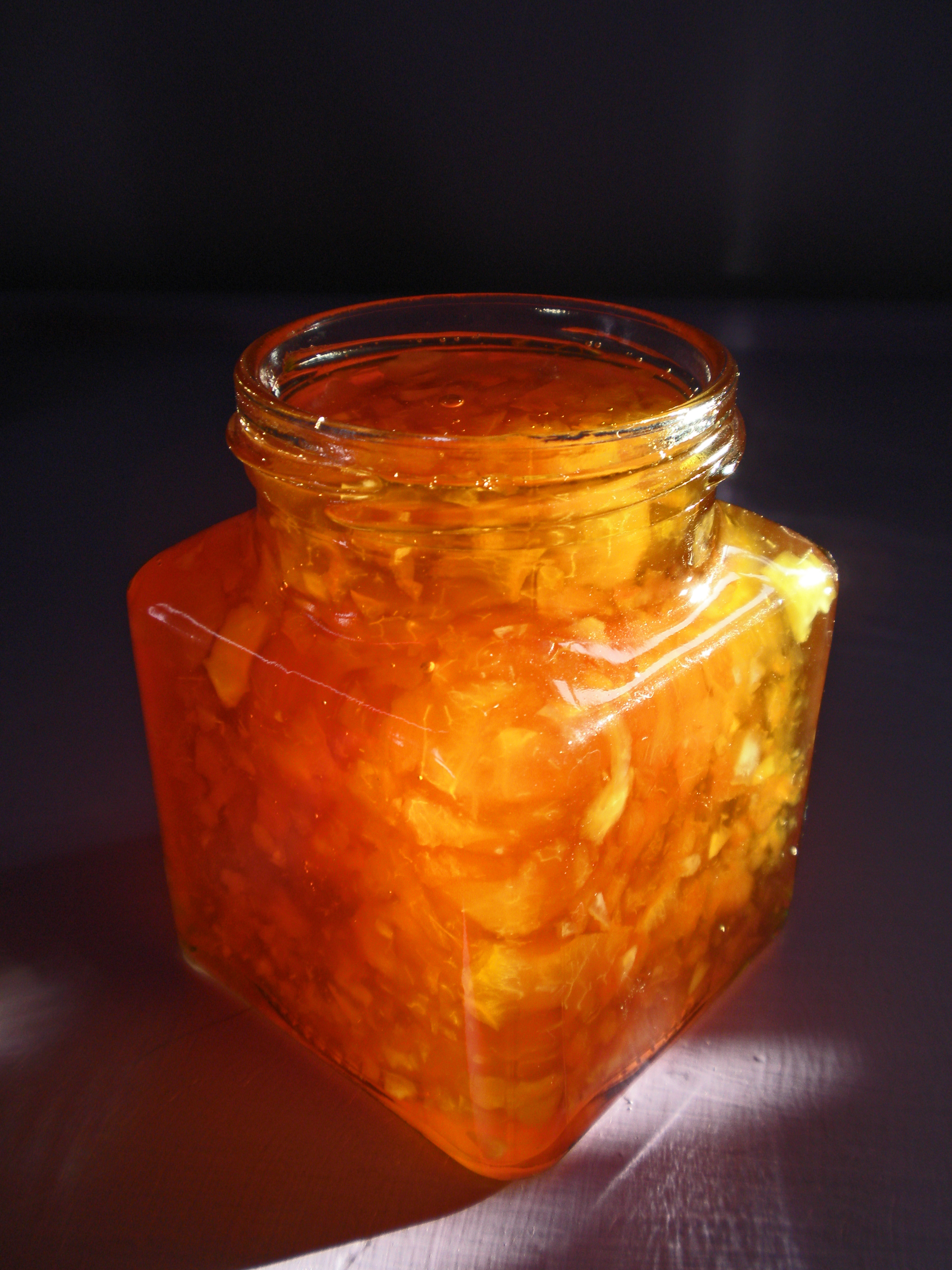
Marmalade z Anglii

W Wielkiej Brytanii nazwą marmalade określa się dżem z cytrusów, zawierający skórki owoców. Legenda popularna w Wielkiej Brytanii mówi, że mieszkający w szkockim Dundee właściciel sklepu kolonialnego James Keeiller zakupił po okazyjnej cenie transport pomarańczy ze statku zniszczonego przez sztorm. Towar okazał się niesprzedawalny, jednak jego żona sporządziła z niego dżem, który okazał się sukcesem handlowym. Pierwszą firmę produkującą marmalade w nowym stylu, z pokrojną skórką pomarańczową, założono w roku 1797. Tymczasem pierwsze receptury pochodzą z połowy XVI wieku, np. zawarta w  A New and Easy Method of Cookery  – książce kucharskiej Elisabeth Cleely z 1572. 
Współczesna marmalade wytwarzana jest z hiszpańskich pomarańczy, głównie z okolic Sewilli – rocznie sprowadza się do Wielkiej Brytanii 15 tys. ton pomarańczy.
Marmalade dzieli się na pięć podstawowych typów:
- thick cut z grubo krojonymi pomarańczami, gorzka
- thin cut, z rozdrobnioną skórką pomarańczową
- flavoured z różnymi dodatkami: whisky, imbir, mieszanka innych owoców cytrusowych
- vintage dojrzała marmalade o bogatym smaku
- black z dodatkiem melasy lub brązowego cukru

## Marmolada w kulturze
Marmalade jest przysmakiem misia Paddingtona, bohatera powieści Michaela Bonda.